# Петрушкин, Александр Александрович
Алекса́ндр Алекса́ндрович Петру́шкин (6 сентября 1972, Челябинск, РСФСР, СССР — 8 февраля 2020, Кыштым, Челябинская область, Россия) — российский поэт, прозаик, драматург, литературный критик.

## Биография
Родился в Челябинске. Публиковался в журналах «Уральская новь», «Урал», «Уральский следопыт», «Аврора», «Крещатик», «День и ночь», «Дети Ра», «Нева», «Знамя», «Воздух», «Волга-21 век», «Text Only», «Гвидеон», «Слово\Word», «Шо», «Эмигрантская лира», «Южное сияние», «Зинзивер», «Футурум Арт», «Журнал ПОэтов», «Антологии современной уральской поэзии» (2—3 том, под редакцией Виталия Кальпиди).
Дважды финалист премии «ЛитератуРРентген» (2005 — культуртрегерская деятельность, 2006 — лучший внестоличный литературный фестиваль (куратор фестиваля «Новый Транзит» (2003—2007)).
Полуфиналист международного литературного конкурса «Тамиздат» (2007). Лауреат уральского фестиваля поэзии «Глубина» (2007). Учредитель журнала актуальной литературы «Транзит-Урал», литературно-художественного фонда «Антология», фестивалей «Новый Транзит» и литературы малых городов им. Виктора Толокнова. Лауреат литературной премии «ЛитератуРРентген» (2007) в номинации «Фиксаж» — лучший нестоличный издатель поэзии. Лауреат литературных премий журналов «Дети Ра» (2008, 2015), «Зинзивер» (2010, 2015); еженедельника «Поэтоград» (2013, 2015); спецпремии «Русского Гулливера» (2014).
Автор сборников стихов: «Оборотень» (1998), «Улитка дыхания» (1999), «(В)водный ангел» (2005), «Анатомия» (2006), «Я полагаю что молчанья нет» (2007), «Кыштым: избранные стихотворения 1999—2008 годов», «Пойми, никто не виноват» (2010), «Маргиналии» (2011), «Летящий пёс» (2012), «Отидо: черновики 2013 года» (2013), «Геометрия побега» (2014), «Подробности» (2015).
С 2007 года руководитель поэтического семинара городов Северной зоны (поэты Челябинской и Свердловской области). С 2008 года координатор независимой поэтической премии «П». C 2009 года куратор евразийского журнального портала «Мегалит», главный редактор литературного журнала «Новая реальность». Член  Южнорусского союза писателей.
C 2006 года жил в городе Кыштым Челябинской области.
Умер на 48-м году жизни от открывшейся прободной язвы.